# NGC 712
NGC 712 è una galassia lenticolare situata nella costellazione di Andromeda, a una distanza di circa 242 milioni di anni luce dalla nostra Via Lattea.

## Scoperta
La galassia è stata scoperta nell'ottobre 1828 dall'astronomo britannico John Herschel.

## Gruppo di NGC 669
NGC 712 fa parte del Gruppo di NGC 669, un raggruppamento che comprende almeno 34 galassie situate nelle costellazioni di Andromeda e del Triangolo. La distanza media tra il centro di massa del gruppo e la nostra Via Lattea è di 224 milioni di anni luce.